# نشانه چادویک
نشانه چادویک (به انگلیسی: Chadwick's sign) یک علامت بالینی پزشکی است که با تغییر رنگ آبی مایل به بنفش در غشاهای مخاطی فرج، واژن (به ویژه در دیواره قدامی واژن) و دهانه رحم که در نتیجه احتقان وریدی به دلیل افزایش جریان خون به عنوان بخشی از بدن مادر ایجاد می‌شود، مشخص می‌شود. تغییرات فیزیولوژیکی در بارداری این علامت بالینی را می‌توان در طول معاینه بیمار در اوایل هفته ۶ تا ۱۲ پس از بارداری مشاهده کرد که به عنوان نشانه اولیه بارداری عمل می‌کند، اما به ندرت قبل از هفته ۷ بارداری مشاهده می‌شود.
این تغییر رنگ حدود سال ۱۸۳۶ توسط پزشک فرانسوی اتین جوزف ژاکمین (به فرانسوی: Étienne Joseph Jacquemin) کشف شد و به افتخار جیمز رید چادویک به این اسم نامگذاری شد، کسی که در تأیید، مقاله‌ای در این موضوع در سال ۱۸۸۶ در جامعه ژنیکولوژی آمریکا ارائه داد و در سال بعد به صورت عمومی منتشر کرد و به اکتشاف ژاکمین اعتبار بخشید.